# Bob la Jocurile Olimpice de iarnă din 2018 - Dublu (masculin)
Proba de bob dublu masculin de la Jocurile Olimpice de iarnă din 2018 de la Pyeongchang, Coreea de Sud a avut loc în perioada 18-19 februarie 2018 la Alpensia Sliding Centre.

## Program
Orele sunt orele Coreei de Sud (ora României + 7 ore).
| Data         | Ora   | Runda                                     |
| ------------ | ----- | ----------------------------------------- |
| 18 februarie | 20:05 | Dublu masculin Runda 1 și runda a 2-a     |
| 19 februarie | 20:15 | Dublu masculin Runda a 3-a și runda a 4-a |

## Rezultate
Primele două runde au avut loc pe 18 februarie, ultimele două runde au avut loc pe 19 februarie.
| Loc | Număr de concurs | Țară                       | Sportivi                                      | Runda 1  | Runda 2 | Runda 3  | Runda 4 | Total   | În plus |
| --- | ---------------- | -------------------------- | --------------------------------------------- | -------- | ------- | -------- | ------- | ------- | ------- |
| 1   | 6                | Canada                     | Justin Kripps Alexander Kopacz                | 49,10    | 49,39   | 49,09    | 49,28   | 3:16,86 | –       |
| 1   | 7                | Germania                   | Francesco Friedrich Thorsten Margis           | 49,22    | 49,46   | 48,96 TR | 49,22   | 3:16,86 | –       |
| 3   | 13               | Letonia                    | Oskars Melbārdis Jānis Strenga                | 49,08 TR | 49,54   | 49,08    | 49,21   | 3:16,91 | +0,05   |
| 4   | 11               | Germania                   | Nico Walther Christian Poser                  | 49,12    | 49,27   | 49,32    | 49,35   | 3:17,06 | +0,20   |
| 5   | 10               | Germania                   | Johannes Lochner Christopher Weber            | 49,24    | 49,34   | 49,09    | 49,47   | 3:17,14 | +0,28   |
| 6   | 30               | Coreea de Sud              | Won Yun-jong Seo Young-woo                    | 49,50    | 49,39   | 49,15    | 49,36   | 3:17,40 | +0,54   |
| 7   | 14               | Canada                     | Nick Poloniato Jesse Lumsden                  | 49,48    | 49,48   | 49,33    | 49,45   | 3:17,74 | +0,88   |
| 8   | 15               | Austria                    | Benjamin Maier Markus Sammer                  | 49,41    | 49,47   | 49,32    | 49,56   | 3:17,76 | +0,90   |
| 9   | 9                | Letonia                    | Oskars Ķibermanis Matīss Miknis               | 49,21    | 49,57   | 49,32    | 49,70   | 3:17,80 | +0,94   |
| 10  | 8                | Canada                     | Christopher Spring Lascelles Brown            | 49,38    | 49,58   | 49,56    | 49,72   | 3:18,24 | +1,38   |
| 11  | 12               | Elveția                    | Rico Peter Simon Friedli                      | 49,72    | 49,53   | 49,52    | 49,49   | 3:18,26 | +1,40   |
| 12  | 2                | Marea Britanie             | Brad Hall Joel Fearon                         | 49,37    | 49,50   | 49,67    | 49,80   | 3:18,34 | +1,48   |
| 13  | 23               | Franța                     | Romain Heinrich Dorian Hauterville            | 49,74    | 49,73   | 49,55    | 49,46   | 3:18,48 | +1,62   |
| 14  | 19               | Statele Unite ale Americii | Justin Olsen Evan Weinstock                   | 49,66    | 49,55   | 49,53    | 49,80   | 3:18,54 | +1,68   |
| 15  | 24               | Austria                    | Markus Treichl Kilian Walch                   | 49,67    | 49,67   | 49,56    | 49,66   | 3:18,56 | +1,70   |
| 16  | 17               | Elveția                    | Clemens Bracher Michael Kuonen                | 49,73    | 49,90   | 49,64    | 49,56   | 3:18,83 | +1,97   |
| 17  | 21               | Cehia                      | Dominik Dvořák Jakub Nosek                    | 49,70    | 49,63   | 49,67    | 49,86   | 3:18,86 | +2,00   |
| 18  | 26               | România                    | Mihai Cristian Tentea Nicolae Ciprian Daroczi | 49,69    | 49,72   | 49,93    | 49,64   | 3:18,98 | +2,12   |
| 19  | 25               | Monaco                     | Rudy Rinaldi Boris Vain                       | 49,85    | 49,69   | 49,68    | 49,80   | 3:19,02 | +2,16   |
| 20  | 18               | AOR                        | Alexey Stulnev Vasiliy Kondratenko            | 49,77    | 49,99   | 49,74    | 49,87   | 3:19,37 | +2,51   |
| 21  | 16               | Statele Unite ale Americii | Nick Cunningham Hakeem Abdul-Saboor           | 49,96    | 50,11   | 49,62    | N/A     | 2:29,69 | N/A     |
| 22  | 3                | Australia                  | Lucas Mata David Mari                         | 49,88    | 50,04   | 49,87    | N/A     | 2:29,79 | N/A     |
| 23  | 29               | Cehia                      | Jan Vrba Jakub Havlín                         | 49,93    | 50,07   | 49,86    | N/A     | 2:29,86 | N/A     |
| 24  | 22               | Polonia                    | Mateusz Luty Krzysztof Tylkowski              | 49,87    | 50,10   | 49,92    | N/A     | 2:29,89 | N/A     |
| 25  | 20               | Statele Unite ale Americii | Codie Bascue Sam McGuffie                     | 50,03    | 50,16   | 49,90    | N/A     | 2:30,09 | N/A     |
| 26  | 27               | China                      | Li Chunjian Wang Sidong                       | 50,13    | 50,21   | 50,15    | N/A     | 2:30,49 | N/A     |
| 27  | 1                | Brazilia                   | Edson Bindilatti Edson Ricardo Martins        | 50,14    | 50,22   | 50,35    | N/A     | 2:30,71 | N/A     |
| 28  | 5                | AOR                        | Maxim Andrianov Yuri Selikhov                 | 50,27    | 50,58   | 49,98    | N/A     | 2:30,83 | N/A     |
| 29  | 28               | China                      | Jin Jian Shi Hao                              | 50,47    | 50,17   | 50,33    | N/A     | 2:30,97 | N/A     |
| 30  | 4                | Croația                    | Dražen Silić Benedikt Nikpalj                 | 50,76    | 50,91   | 50,99    | N/A     | 2:32,66 | N/A     |